# Jessey Meng
Jessey Meng (Taipéi, 17 de agosto de 1967) es una actriz taiwanesa de cine, conocida principalmente por su actuación en la película Red Corner y La momia: la tumba del emperador Dragón.

## Biografía
Jessey Meng debutó como modelo en 1995, convirtiéndose rápidamente en una modelo destacada en Taiwán. Gracias a su creciente fama, fue invitada por el director Jon Avnet para participar en Red Corner convirtiéndose asó en la primera actriz taiwanesa en actuar en Holliwood. Después de este papel, Meng  se muda a Hong Kong para impulsar su carrera como actriz y llegó a participar en algunas películas asiáticas. En el 2008 tiene su segundo papel en Holliwood en la película la Momia. Actualmente ya no participa en el cine y participa eventualmente en eventos de moda.

## Vida personal
Hasta el 2008, tuvo una relación de 11 años con el empresario italiano Corrado Riccio. Riccio se hizo pasar por un próspero empresario y la convenció para invertir en sus negocios e incluso convencer a amigos y familiares en invertir también; posteriormente descubrió que Riccio estaba quebrado y había despilfarrado todo el dinero confiado. Meng terminó con la relación, pero quedó en serios problemas financieros y tuvo que recomponer su carrera trabajando de nuevo en modelaje y aceptando papeles en televisión. Posteriormente, en el 2010 conoce al próspero empresario Cat Tang Hoa con quien se casaría en el 2011  y luego tienen un hijo, actualmente Meng está alejada de la actuación y dedicada a su familia.

## Filmografía
- 1997 : Red Corner
- 2000 : Ying: Saat ji fat
- 2007 : Magazine Gap Road
- 2008 : La momia: la tumba del emperador Dragón, de Rob Cohen
- 2008 : Ai qing hu jiao zhuan yi II
- 2008 : Sing kung chok tse 2
- 2010 : The Perfect Match